# 郁永河
郁永河（1645年—？），又記作郁永和，字滄浪，浙江仁和縣（今杭州城區北部）諸生（附學生員）。

## 簡歷
郁永河非常喜好遊歷。1691年開始，任於閩知府王仲千同知幕賓。期間遊遍福建各地。康熙三十五年（1696年）冬，福州「榕城」火藥庫失火，五十餘萬斤硫磺、硝石全遭焚毀，「無纖介遺」。郁永河自動請命前往臺灣北投採硫，隔年（1697年）春天由福建出發，經金門坐船前往台灣，二月（1697年2月）海行到達臺南安平，近岸水淺，小船無法前進，遂下船改乘牛車，靠人牽引，方能上岸。二月二十五日，至府城，購齊採硫工具，總計花費九百八十金，再乘牛車由陸路抵達淡水，途中“自竹塹迄南崁八九十里，不見一人一屋”，經由通事張大幫忙，郁永河等人在硫磺產地附近駐紮，聘用原住民幫忙採硫。康熙36年(1697年)完成鍊硫工作，於同年11月離台。中途遇颱風，先以「划水仙」方式安然抵澎湖，託言幸賴水仙尊王保佑，謁拜澎湖水仙宮。並將其九個月在台紀事於1698年寫成《裨海紀遊》。該書為首部詳細記載台灣北部人文地理的專書。有台灣竹枝詞12首、土番竹枝詞24首描寫台灣風土。

## 著作
- 《裨海紀遊》（或作《採硫日記》），方豪，台北成文出版社合校本最為完整。
- 《偽鄭逸事》
- 《番境補遺》(番境補逸)
- 《海上紀略》(海上事略)
- 《宇內形勢》

## 相關作品
中文小說
- 《康熙台北湖》，徐毅振著，台灣，白象出版，2019。

## 外部連結
- 郁永河
- 郁永河 （页面存档备份，存于） - 台灣大百科全書 Encyclopedia of Taiwan
- 079 郁永河反巴黎論 （页面存档备份，存于） - 《台灣教會公報》